# Ectactolpium flavum
Ectactolpium flavum är en spindeldjursart som beskrevs av Beier 1955. Ectactolpium flavum ingår i släktet Ectactolpium och familjen Olpiidae. Inga underarter finns listade i Catalogue of Life.